# Klovnen
Klovnen är en dansk stumfilm från 1926 i regi av A.W. Sandberg. I huvudrollerna ses Gösta Ekman, Maurice de Féraudy och Karina Bell. Filmen är en nyinspelning av en film med samma namn, även den gjord av A. W. Sandberg 1917, där den manliga huvudrollen spelades av Valdemar Psilander.

## Handling
Clownen Joe Higgins och cirkusprinsessan Daisy, dotter till cirkusdirektören för Bundings Cirkussällskap har växt upp tillsammans och verkar ämnade för varandra. Joe får efter ett framträdande ett mycket lockande erbjudande som han tackar ja till om han får ta med sig Daisy och hennes föräldrar. Så blir det. 
Joe uppträder på fina varietéscener i storstaden och han och Daisy gifter sig mycket riktigt, men Daisy har svårt att riktigt anpassa sig till sin nya tillvaro i staden. 
Dessvärre finner hon tröst hos en annan man. Joe finner henne i denne mans armar och blir djupt sårad - han missförstår situationen och uppbrottet är ett faktum. Daisy mår nu än sämre efter ha sårat sin man på detta vis och försjunker allt djupare i sin sorg. 

## Om filmen
Filmen premiärvisades 30 oktober 1926. Filmad av fotograferna C Jörgensen och Einar Olsen i Danmark och Frankrike. 

## Rollista i urval
- Gösta Ekman -  clownen Joe Higgins
- Karina Bell - Daisy
- Maurice de Féraudy - Circusdirektören Bunding
- Kate Fabian - Graciella
- Robert Schmidt - Marcel Phillipe

## DVD
Filmen finns utgiven på DVD. 